# رمکان
رمکان، شهری از توابع  بخش مرکزی شهرستان قشم در استان هرمزگان واقع در جنوب ایران است.
شهر رمکان در ۲۸ کیلومتری جنوب غرب شهر قشم واقع شده‌است. این شهر به قلب جزیره معروف بوده و تقریباً در وسط جزیره قشم و در مسیر اصلی شمال به جنوب و شرق به غرب قرار دارد. این شهر دارای19 مسجد اهل سنت است
طبق تقسیمات کشوری در سال ۱۴۰۰ رمکان به شهر تبدیل شده است.

## وجه تسمیه و تاریخچه
وجه تسمیت این شهر به نام رمکان، گویند. بمعنای «رَمهَ» (گله)، گویند در دوران گذشته تمام ساکنان شهر دارای گله (رمه‌های) بز و گوسفند بوده‌اند، به صورتی‌که در هنگام ظهر در سایه تمام درختان موجود در گوشه وکنار شهر گله‌های بز و گوسفند مشاهده می‌شده‌است و در تمام سایه بان‌های شهر گله‌های بزرگ سایه می‌گرفته‌اند، بنا براین نام شهر رمگان گذاشته‌است، که به مرور زمان تخفیف یافته‌است.

## جمعیت
براساس سرشماری عمومی نفوس و مسکن در سال ۱۳۹۵، 
جمعیت دهستان رمکان  برابر با 24,135
جمعیت شهر رمکان برابر با 4,473 نفر  و 1,135 خانوار بوده‌است.
مردم شهر رمکان، اهل سنت و از شاخه شافعی هستند یعنی از پیروان امام محمد ادریس شافعی می‌باشند و به زبان فارسی و گویش محلی تکلم می‌کنند.
شهر رمکان دارای 19 مسجد می‌باشد که بیشتر تعداد مسجد نسبت به سرانه جمعیتی را دارد.

## کسب و کار
این شهر سومین قطب تجاری قشم بعد از شهر قشم و درگهان می‌باشد، دارای واحدها و مجتمع‌های تجاری متعدد می‌باشد و اکثر مردم به شغل تجارت و مغازه داری مشغول می‌باشند.

## مرکز بهداشتی درمانی رمکان
مرکز بهداشتی درمانی خاتم الانبیا رمکان در سال ۱۴۱۱ هجری قمری توسط علامه شیخ الاسلام محمد علی خالدی (سلطان العلماء) تأسیس شده‌است، این مرکز شامل زایشگاه، آزمایشگاه، داروخانه، پزشک عمومی، دندانپزشک و همچنین امکاناتی از قبیل آمبولانس می‌باشد. ساختمان این مرکز بهداشتی درمانی پس از زلزله ۱۳۸۴در قسمت دیگری از محوطه با کمک خیرین از نو بنا گردید.

## جاذبه‌های گردشگری و آثار تاریخی

### سد رمکان
این سد در قسمت شمال شرقی شهر واقع گردیده و به هنگام بارندگی مقدار قابل توجهی آب در خود ذخیره می‌کند و گردشگران زیادی را به سمت خود می‌کشاند.

### آب انبارهای قدیمی
در این شهر آب انبارهای متعددی در اشکال و اندازه‌های مختلف وجود دارد. یکی از قدیمی‌ترین آنها معروف به برکه خواجه عماد در وسط شهر واقع شده و گویند قدمت آن به ۴۰۰ سال نیز می‌رسد.

### خواجه مرادی
خواجه مرادی منطقه ای سرسبز در قسمت جنوبی رمکان دارای باغات و زمینهای کشاورزی می‌باشد و در فصل زمستان و بهار میزبان گردشگران زیادی می‌باشد.

### قبرستانهای قدیمی
در این شهر قبرستان‌های قدیمی و متعددی وجود دارد، یکی از این قبرستانها معروف به قبرستان سید عبدالرحیم در کنار حوزه علمیه صالحیه رمکان واقع گردیده که قبور قدیمی فراوانی در آن وجود دارد و نوعی نوشته و سنگ‌تراش‌های آن نیز شبیه سنگهای قبور تاریخی روستای کوشه و مناطق اطراف است. از جمله قبوری که نوشته‌ها و تاریخ آن مشخص است و به عربی نوشته شده عبارتند از: الموتوفا المرحوم السعید الشهید حاجی سماالدین بن عتاب الدین یب، نوراسه مرقده و فی شهر جمادی الاول به تاریخ سال ۹۴۹ هجری قمری ـ در یک سمت سنگ این قبر اشعاری این چنین مشخص است. «الموت کاس و کلی ناس شاربه» مرگ تشبیه به جامی شده که همه مردم از آن جام می‌نوشند، والقبر باب و کل ناس داخله و قبر دری است و تمام مردم از آن داخل می‌شوند. قدمت‌این قبر به چهارصد و هفتاد و چهار سال می‌رسد.
وفات المرحوم السعید الشهید نوراسه فی مرقدها بی بی رابعه محمد سفاهانی به تاریخ ماه ذیقعده سال ۹۰۳ ه‍.ق که قدمت این قبر پانصد و بیست سال است.
قبر فردوس مکان ملا محمد بن داود در تاریخ ربیع الاخر ۱۰۴۴ که قدمت آن سیصد و هفتاد و نه سال است.
عزالدین محمد بن مولانا عبدالرحمن عالی در ماه صفر ۹۰۹ که قدمت آن پانصد و چهار سال است.
قبر عالی شاه بن علی در گذشته در تاریخ دهم ذیحجه‌الحرام سال ۹۰۳ ه‍.ق که ۵۰۲ سال قدمت آن است که در قبرستانی قدیمی در وسط رمکان دفن می‌باشد؛ و قبر بی بی روحه در شهر رمکان جنب مسجد جامع قدیمی واقع شده که قدمت آن از تاریخ سال ۹۰۳ ه‍.ق تاکنون ۵۲۰ سال است، که ابتدا دارای گنبد بوده و با ورود گروهی در زمان قواسم ـ یا جواسم ـ که از نجد وارد قشم می‌شوند و مخالف گنبد و آثار قبر بوده‌اند، گنبداین قبر تخریب می‌شود. همچنین ورود سادات به جزیره در شهر رمکان از ابتدای ورود شاه سیف‌الله قتال جد سید عبد الرحیم معروف به سید بزرگ و فرزندان وی و همچنین سید کمال که قبر ایشان نیز در قبرستان وسط رمکان که به نام قبرستان سید کمال معروف شده موجود است.

## محصولات کشاورزی
به‌طور کلی دهستان رمکان در خوش آب هواترین و بالاترین نقطه در سطح جزیره قرار گرفته‌است و در گذشته منبع تأمین محصولات کشاورزی سطح جزیره بوده و حتی به خارج از جزیره نیز صادر می‌شده‌است. مهمترین محصولات این منطقه از سبزیجات: گرگا، خندل، گشنیز، تره، جعفری، گزر (نوعی هویچ محلی)، فندال (سیب زمینی محلی)، گوجه فرنگی، تربچه، و غیره؛ و از میوه‌ها: خربزه محلی، گارمزنگی، انبه، زیتون، انگور، انجیر، هندوانه و غیره …. بوده‌است.